# Jewhen Braslawez
Jewhen Anatolijowytsch Braslawez (ukrainisch Євген Анатолійович Браславець; * 11. September 1972 in Dnipropetrowsk, Ukrainische SSR) ist ein ehemaliger ukrainischer Segler.

## Erfolge
Jewhen Braslawez nahm dreimal mit Ihor Matwijenko an Olympischen Spielen in der 470er Jolle teil. 1996 standen die beiden in Atlanta bereits vor dem abschließenden elften Rennen der Regatta mit 40 Gesamtpunkten als Olympiasieger fest und gewannen damit vor dem britischen und dem portugiesischen Boot die Goldmedaille. Bei den Olympischen Spielen 2000 in Sydney schlossen sie die Regatta mit 72 Punkten auf dem sechsten Rang ab, vier Jahre darauf wurden sie mit 106 Punkten in Athen Neunte. Im Rahmen der Eröffnungsfeier der Spiele in Sydney fungierte Braslawez als Fahnenträger der ukrainischen Delegation. Bei Weltmeisterschaften in der 470er Jolle gewannen Braslawez und Matwijenko im Jahr 2000 am Balaton zunächst die Bronzemedaille, ehe sie im Jahr darauf in Koper Weltmeister wurde. 2015 gelang ihm in La Rochelle zudem in der Bootsklasse Drachen den Titelgewinn.